# Тимбаево
Тимба́ево (тат. Тимбаево, Тимбай) — село в Буинском районе Татарстана, входит в состав Тимбаевского сельского поселения.

## Общие сведения о селе
В селе имеются начальная школа, клуб, библиотека. Жители заняты в полеводстве, молочном скотоводстве.

## География
Село расположено на правобережье реки Карла, на границе с Чувашской Республикой (Яльчикский район), в 27 км к западу от города Буинск.

### Административно-территориальная принадлежность
До 1920 года село являлось центром Тимбаевской волости Буинского уезда Симбирской губернии. С 1920 года в составе Буинского кантона Татарской АССР. С 10 августа 1930 года в Буинском, с 10 февраля 1935 года в Будённовском, с 29 ноября 1957 года в Цильнинском, с 12 октября 1959 года в Буинском районах.

## История
Селение основано в 1593—1594 годах:

В 1593/94 г. ясачные чуваши Кошкинской волости (она состояла из дд. Кошки-Чурашево, Кошки-Байгеево, Кошки-Акнесево, Булдеево, Куликеево, Тинговатово) Цивильского уезда Тинбай и Кизылбай Янышевы «с товарыщи» переселились из-под Цивильска на р. Карлу (в документе — р. Хирле) в дикое поле, получив здесь на ясак землю, и основали д. Тинбаево, получившую название от имени Тинбая Янышева. Она была расположена на месте современного русского селения Тимбаево <…> В д. Тинбаево крестьяне-чуваши жили в течение всего XVII в. К 1705 г. они оставили здешние земли и переселились на речку Кильна (по-чувашски Кăлна) и основали д. Ново-Тимбаево (по-чувашски Кăлна Кушка), позднее названную Кошки-Новотимбаево…— Чувашия в эпоху феодализма, 1986
В 1780 году, при создании Симбирского наместничества, деревня Танбаева, ясашных крестьян, вошла в состав Буинского уезда.
На 1859 год в удельной деревне Тинбаево Буинского уезда Симбирской губернии было 120 дворов, 439 муж. и 489 жен., имелось ремесленное училище.
С 1695 года — русское селение. С 1720-х годов жители — государственные крестьяне, в 1835—1860 годах находились в подчинении Удельного ведомства. Занимались земледелием, разведением скота, портняжным, кузнечным, валяльно-войлочным, сапожным и тележным промыслами, торговлей. В начале XX века в деревне располагалось волостное правление; функционировали часовня (деревянная), почтовое отделение, ремесленное училище, церковная школа грамоты, 26 торгово-промышленных заведений. В этот период земельный надел сельской общины составлял 2086,2 дес.

### Религия
По состоянию на 1900 год жители деревни были прихожанами Покровской церкви села Ембулатово (Покровское) (деревянная, трёхпрестольная, построена на средства прихожан в 1785 году, в 1855 году перестроена. Престолы: главный — в честь Покрова Пресвятой Богородицы, правый — во имя Архистратига Божия Михаила, левый — во имя святого великомученика Димитрия Солунского).

## Население
Число жителей:
| Год  | 1859 | 1897  | 1913  | 1920  | 1926  | 1938  | 1949 | 1958 | 1970 | 1979 | 1989 | 2002 | 2008 | 2010 |
| ---- | ---- | ----- | ----- | ----- | ----- | ----- | ---- | ---- | ---- | ---- | ---- | ---- | ---- | ---- |
| Чел. | 928  | ↗1375 | ↗1850 | ↘1647 | ↘1131 | ↘1073 | ↘742 | ↘597 | ↘309 | ↘215 | ↘121 | ↘93  | ↘92  | ↘76  |

По данным Всероссийской переписи населения 2002 года преобладающая национальность жителей села — русские (88 %).

## Памятники и памятные места
- Стела павшим в Великой Отечественной войне воинам-землякам[9].

## Уроженцы
- Куприянов, Иван Дмитриевич (1910—1962) — советский нефтяник, Герой Социалистического Труда.